# Vavd
Vavd är en bebyggelse i Hållnäs socken i Tierps kommun, Uppsala län på södra Hållnäshalvön. SCB avgränsade här mellan 1990 och 2015 och åter från 2020 till 2023 en småort.

## Historia
I skriftliga handlingar omtalas Vavd första gången i markgäldsförteckningen 1312. Under 1500-talet består byn av 4 mantal skatte samt en skatteutjord som från 1560-talet omvandlas till ett femte mantal.

## Samhället
Orten, som har en missionskyrka, är belägen vid länsväg C778 mellan Skärplinge och Ängskär. Den östra delen av Vavd utgörs av den gamla bykärnan, där det än idag bedrivs jordbruk. Den västra delen av orten präglas av mer sentida villabebyggelse.
I Vavd ansluter även länsväg C789 till Gudinge.